# آگنور
آگنور (به یونانی: Ἀγήνωρ) در اساطیر یونان پادشاه صور و پسر پوزئیدون و لیبیا است. او همسر تلپاسا و پدر ائوروپه، کادموس و فینیکس است. وقتی ائوروپه در حال چیدن گل بود، زئوس شیفتهٔ او شد، خود را تبدیل به گاو سفیدی کرد و او را با خود به جزیرهٔ کرت ربود. سپس زئوس هویت واقعی خود را آشکار کرد و ائوروپه به عنوان اولین ملکه کرت شناخته شد. آگنور پسران خود را برای پیدا کردن او فرستاد و به آنها سفارش کرد دست خالی برنگردند. به دلیل اینکه ائوروپه پیدا نشد، هیچکدام از آنها برنگشتند. 